# Beijing 2008 (computerspel)
Beijing 2008 is een computerspel dat ontwikkeld is door Eurocom en uitgegeven door Sega in juni 2008 voor Microsoft Windows, PlayStation 3 en de Xbox 360. Het is het tweede spel dat gebaseerd is op de Olympische Zomerspelen 2008. De eerste was Mario & Sonic op de Olympische Spelen. In tegenstelling tot het Mariospel is Beijing 2008 meer gebouwd voor realisme. Het spel omvat 32 nationale teams en 38 evenementen.
Op de Amerikaanse cover van het spel staan de sporters Amanda Beard, Tyson Gay, Nastia Liukin en Reese Hoffa.

## Evenementen
| - Hardlopen - 100 m - 200 m - 400 m - 800 m - 1500 m - 100 m horden (alleen vrouwen) - 110 m horden (alleen mannen) - Veldsporten - Hoogspringen - Polsstokhoogspringen - Verspringen - Hink-stap-springen - Kogelstoten - Discuswerpen - Kogelslingeren - Speerwerpen - Watersport - 50 m Vrije slag (alleen mannen) - 100 m Rugslag (alleen mannen) - 100 m Vlinderslag (alleen mannen) - 100 m Schoolslag (alleen mannen) - 3 m Schoonspringen van een springplank (alleen vrouwen) - 10 m Schoonspringen van een duikplatform (alleen vrouwen) | - Gymnastiek - Parallelle balken (alleen mannen) - Paardsprong (alleen mannen) - Ringen (alleen mannen) - Vloer (alleen vrouwen) - Evenwichtsbalk (alleen vrouwen) - Oneven balk (alleen vrouwen) - Schieten (alleen mannen) - Kleiduivenschieten - 10 m Air Pistol - 25 m Rapid Fire Pistol - Other - Boogschieten, enkel (alleen vrouwen) - Gewichtheffen, +105 kg (alleen mannen) - Fietsen, achtervolging (alleen mannen) - Kanovaren/Kajak K1, kajak enkel (alleen mannen) - Judo, 81–90 kg (alleen mannen) - Tafeltennis, enkel (alleen mannen) |

## Deelnemende landen
- Australië
- Bahama's
- België
- Brazilië
- Canada
- China
- Cuba
- Denemarken
- Duitsland
- Ethiopië
- Finland
- Frankrijk

- Griekenland
- Groot-Brittannië
- Hongarije
- Ierland
- Italië
- Jamaica
- Japan
- Kenia
- Mexico
- Nederland
- Nieuw-Zeeland
- Noorwegen

- Oostenrijk
- Polen
- Portugal
- Roemenië
- Rusland
- Spanje
- Verenigde Staten
- Zuid-Afrika
- Zuid-Korea
- Zweden